# Campeonato Mundial e Europeu de Hóquei em Patins Masculino de 1939
O Campeonato Europeu de 1939 foi a 12.ª edição do Campeonato Europeu de Hóquei em Patins mas simultaneamente a 2.ª edição do Campeonato do Mundo de Hóquei em Patins, também em seniores masculinos.
Esta competição coincidiu ainda com o Torneio de Montreux, também referenciada como "Taça das Nações".
Ao todo estiveram representados 7 países que jogaram entre si apenas uma vez, totalizando 21 partidas. Depois dos seus 6 jogos a equipa da Inglaterra viria a tornar-se Campeã do Mundo e Campeã da Europa, sucedida por Itália e Portugal.
Este evento viria a marcar o final do domínio, em termos competitivos internacionais, da seleção inglesa no hóquei patins e que se registou neste período que antecedeu a Segunda Guerra Mundial.

## Participantes
| Países     | Participação (Mundial) | Participação (Europeu) | Melhor Resultado (Europeu)                                                 | (Mundial)        |
| Inglaterra | 2.ª                    | 12.ª                   | Campeão (1926, 1927, 1928, 1929, 1930, 1931 1932, 1934, 1936, 1937 e 1938) | Campeão (1936)   |
| Itália     | 2.ª                    | 10.ª                   | 2.º Lugar (1929, 1936 e 1938)                                              | 2.º Lugar (1936) |
| Bélgica    | 2.ª                    | 12.ª                   | 3.º Lugar (1938)                                                           | 7.º Lugar (1936) |
| Portugal   | 2.ª                    | 7.ª                    | 3.º Lugar (1936 e 1937)                                                    | 3.º Lugar (1936) |
| Alemanha   | 2.ª                    | 12.ª                   | 2.º Lugar (1932 e 1934)                                                    | 5.º Lugar (1936) |
| Suíça      | 2.ª                    | 12.ª                   | 2.º Lugar (1937)                                                           | 4.º Lugar (1936) |
| França     | 2.ª                    | 12.ª                   | 2.º Lugar (1926, 1927, 1928, 1930 e 1931)                                  | 6.º Lugar (1936) |
| ---------- | ---------------------- | ---------------------- | -------------------------------------------------------------------------- | ---------------- |

## Resultados
|            | Inglaterra | Reino de Itália | Portugal | Bélgica | França | Alemanha Nazista | Suíça |
| ---------- | ---------- | --------------- | -------- | ------- | ------ | ---------------- | ----- |
| Inglaterra |            | 4-1             | 3-0      | 4-1     | 4-1    | 2-0              | 5-2   |
| Itália     |            |                 | 5-1      | 1-2     | 6-1    | 6-1              | 8-1   |
| Portugal   |            |                 |          | 2-1     | 1-1    | 2-1              | 0-0   |
| Bélgica    |            |                 |          |         | 0-2    | 2-0              | 4-4   |
| França     |            |                 |          |         |        | 1-7              | 5-4   |
| Alemanha   |            |                 |          |         |        |                  | 4-1   |
| Suíça      |            |                 |          |         |        |                  |       |

## Classificação final
| Lugar | Seleção    | J | V | E | D | P  | GM | GS | Dif. |
| ----- | ---------- | - | - | - | - | -- | -- | -- | ---- |
|       | Inglaterra | 6 | 6 | 0 | 0 | 12 | 22 | 5  | +17  |
|       | Itália     | 6 | 4 | 0 | 2 | 8  | 27 | 10 | +17  |
|       | Portugal   | 6 | 2 | 2 | 2 | 6  | 6  | 11 | -5   |
| 4     | Bélgica    | 6 | 2 | 1 | 3 | 5  | 10 | 13 | -3   |
| 5     | França     | 6 | 2 | 1 | 3 | 5  | 11 | 22 | -11  |
| 6     | Alemanha   | 6 | 2 | 0 | 4 | 4  | 13 | 14 | -1   |
| 7     | Suíça      | 6 | 0 | 2 | 4 | 2  | 12 | 26 | -14  |

| Campeões Mundiais 1939 |
| ---------------------- |
| Inglaterra             |
| INGLATERRA 2.º Título  |

| Campeões Europeus 1939 |
| ---------------------- |
| Inglaterra             |
| INGLATERRA 12.º Título |